# Maidla (Dorf)
Koordinaten: 59° 20′ N, 27° 1′ O
Maidla (estnisch Maidla küla) ist ein Dorf im Kreis Ida-Viru (Ost-Wierland) im Nordosten Estlands. Seit Oktober 2013 liegt es in der Landgemeinde Lüganuse (Lüganuse vald). Bis zu deren Bildung lag es in der Landgemeinde Maidla (Maidla vald).

## Beschreibung und Geschichte

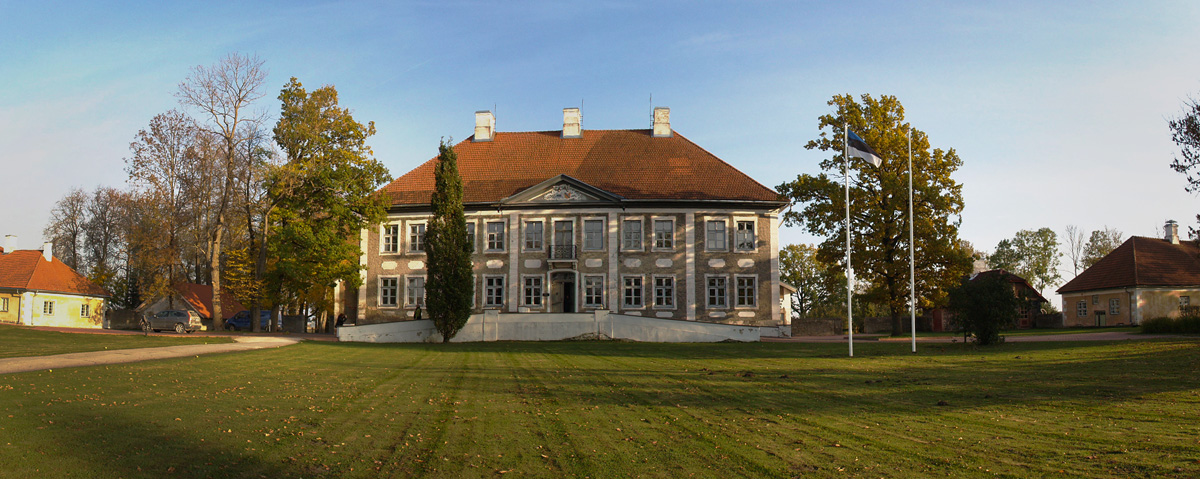
Das barocke Herrenhaus von Maidla

Maidla (historischer deutscher Name bis 1878 Maydell bzw. Maydel, anschließend Wrangelstein) hat 132 Einwohner (Stand 2000). Das Dorf liegt drei Kilometer südöstlich der Stadt Kiviõli am Fluss Purtse (Purtse jõgi).
Der Ort hat wahrscheinlich eine lange Besiedlungsgeschichte, worauf ein bei Maidla gefundener vorgeschichtlicher Kultstein hinweist.
Maidla wurde erstmals 1241 im Liber Census Daniæ als Maydalæ urkundlich erwähnt.
Der heutige Ort Maidla entstand im Zuge der Landreform der Estnischen SSR aus einem Zusammenschluss von sechs Kleinstdörfern.

## Hof und Dorf
1404 wurde ein Haken im Dorf vom Ordensmeister des Deutschen Ordens an einen gewissen Hinke Maydel verlehnt. In Estland ist viel darüber spekuliert worden, ob Hinke deutscher oder estnischer Abstammung war.
Ab 1465 wurde der Hof Maydell erstmals urkundlich verzeichnet. Er wurde das Stammgut der adligen Familie Maydell.
1499 verkaufte Wolmar Maydell den Hof an Otto Tuve. Folgende Eigentümer waren 1529 Odert Bremen, 1586 Otto Schulmann, 1641 Johann Brackel und ab 1689 Carl Wrangell (1643–1719), der es anschließend seinem Sohn vererbte. In der ersten Hälfte des 16. Jahrhunderts verschwand das Dorf und das Land fiel an den Hof.
Der Hof stand von 1689 bis 1890 im Eigentum der adligen deutschbaltische Familie Wrangel. Auf Wunsch der Familie Wrangel, die das Gut fast 200 Jahre in Besitz hatte, wurde 1878 durch Entscheid des Gouvernements Estland das Dorf in deutscher Sprache in Wrangelstein umbenannt.
1877 wurde Marie Löwis of Menar (geborene Wrangell, 1826–1890) Eigentümerin. Letzter Privateigentümer des Hofes vor der estnischen Landreform war von 1890 bis 1919 Hermann von Löwis of Menar (1863–1935). Er wanderte 1918 nach Deutschland aus.
An Nebengebäuden finden sich noch das historische Verwalter- und das Gärtnerhaus.

## Herrenhaus von Maidla

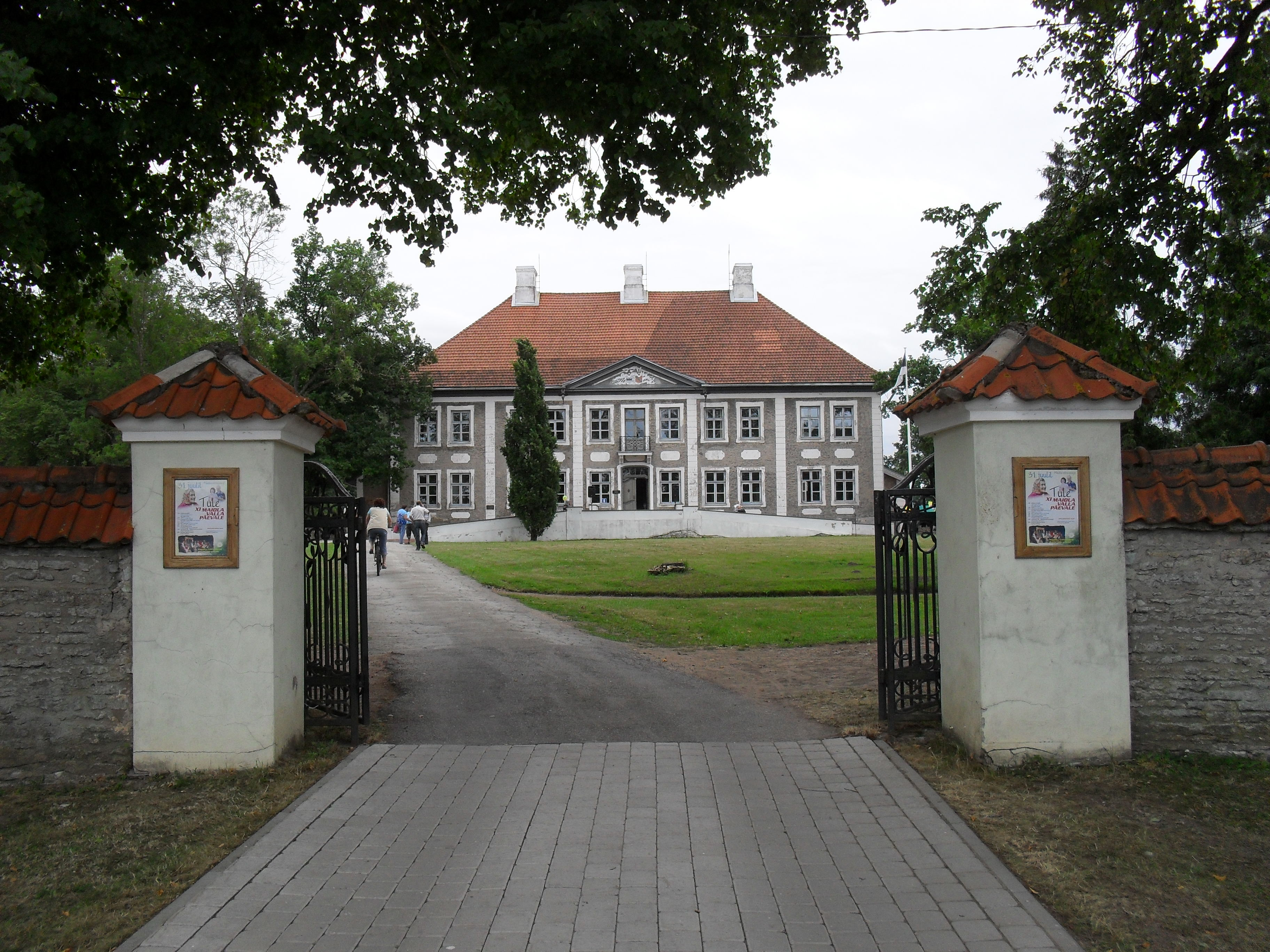
Den Park des Anwesens umgibt eine hohe Grenzmauer mit zahlreichen Pforten

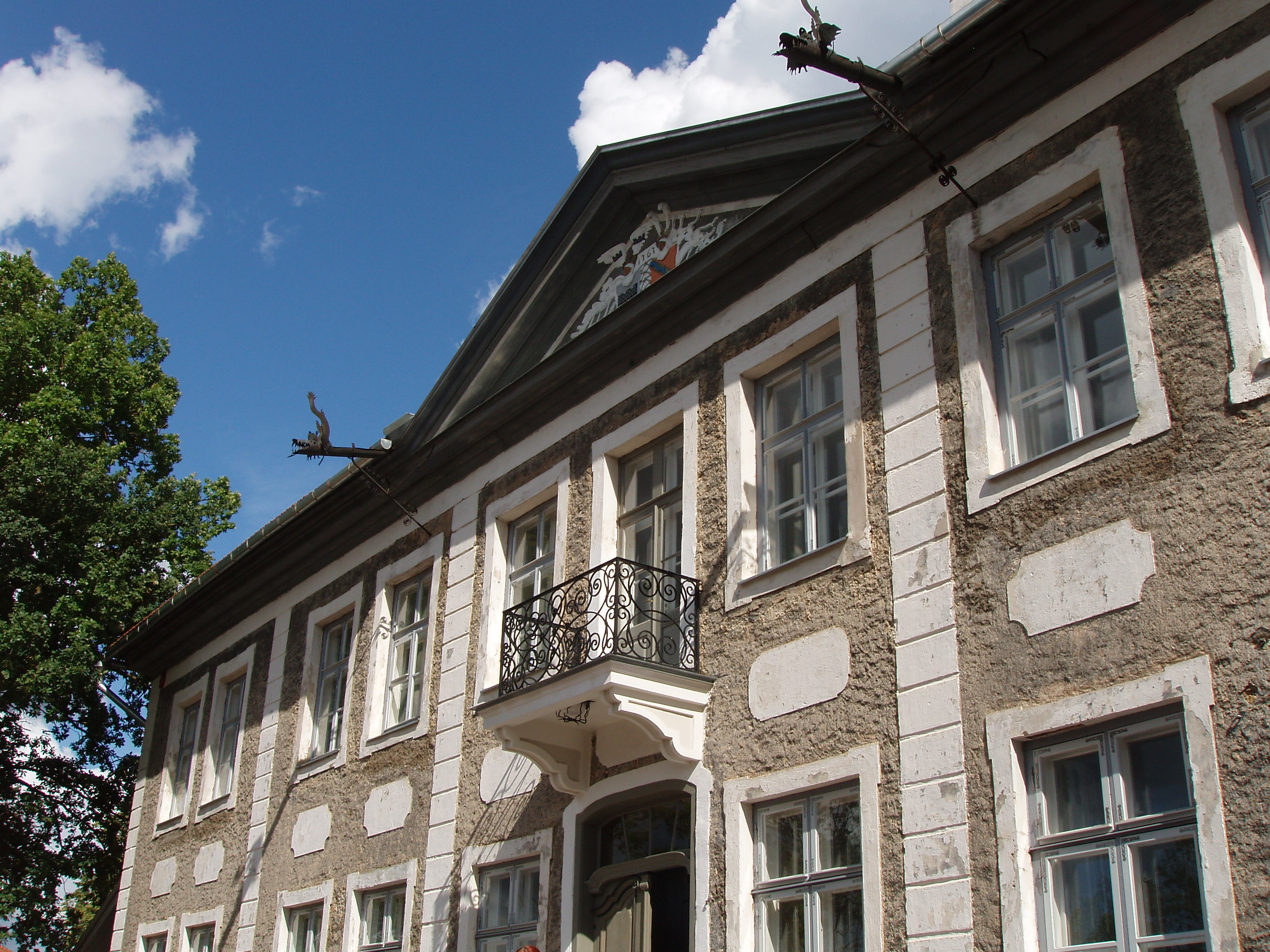
Die Hauptfassade mit Dreiecksgiebel und Wasserspeiern

Das vormalige befestigte Haupthaus des Hofes war im Nordischen Krieg Anfang des 18. Jahrhunderts zerstört worden. Auf den Ruinen ließ Georg Ludwig von Wrangell zwischen 1764 und 1767 nach Plänen des Architekten Johann Paul Dührschmidt ein neues Herrenhaus erbauen. Das zweigeschossige Gebäude mit hohem Dach ist einer der prächtigsten Barockbauten in ganz Estland.
Im Dreiecksgiebel an der Hauptfassade finden sich die Wappen der adligen Familien Wrangell und Brevern. Die Stuckarbeiten sind ein Werk des Tallinner Meisters Johann Schultz. Barock sind auch die Tischlerarbeiten aus dem 18. Jahrhundert, die von einem Meister Wagener ausgeführt wurden.
Seit 1925 befindet sich in dem Herrenhaus die Schule des Ortes. Gäste können das barocke Gebäude für Feierlichkeiten mieten oder darin übernachten. Jährlich findet bei dem Herrenhaus ein Musikfestival unter freiem Himmel statt.
Die Anlage mit ihrem großzügig angelegten französischen Park wurde 2002 aufwändig renoviert.

## Persönlichkeiten
- Georg von Wrangel (1783–1841), Jurist